# قند کمتر
قند کمتر (به هندی: Cheeni Kum) فیلمی محصول سال ۲۰۰۷ و به کارگردانی آر. بالکی است. در این فیلم بازیگرانی همچون آمیتاب باچان، تابو، پارش راوال ایفای نقش کرده‌اند.